# Iván Trevejo
Iván Trevejo Pérez (ur. 9 listopada 1971 w Hawanie) – kubański szermierz szpadzista reprezentujący także Francję, dwukrotny medalista olimpijski i trzykrotny medalista mistrzostw świata.
Na igrzyskach olimpijskich w Atlancie w 1996 roku zdobył srebrny medal indywidualnie, przegrywając w finale z Rosjaninem Aleksandrem Biekietowem. Brał też udział w igrzyskach olimpijskich w Sydney cztery lata później, gdzie reprezentacja Kuby w składzie: Carlos Pedroso, Iván Trevejo i Nelson Loyola wywalczyła brązowy medal w turnieju drużynowym. W rywalizacji indywidualnej był tym razem szósty. . 
Podczas mistrzostw świata w Kapsztadzie w 1997 roku wspólnie z Carlosem Pedroso i Nelsonem Loyolą zdobył złoty medal w zawodach drużynowych. W tej samej konkurencji zdobył również brązowy medal w drużynie podczas mistrzostw świata w Seulu w 1999 roku, startując razem z Carlosem Pedroso, Nelsonem Loyolą i Camilo Borisem.. Ponadto wspólnie z Alexandre'em Blaszyckiem, Danielem Jérentem i Ulrichem Robeirim zdobył brązowy medal dla Francji na mistrzostwach świata w Budapeszcie w 2013 roku. 
Ponadto zdobył złoto drużynowo na igrzyskach panamerykańskich w Hawanie w 1991 roku, brąz indywidualnie i złoto drużynowo na igrzyskach panamerykańskich w Mar del Plata w 1995 roku oraz ponownie złoto drużynowo na igrzyskach panamerykańskich w Winnipeg cztery lata później. W 2015 roku zdobył również złoto indywidualnie i drużynowo podczas igrzysk europejskich w Baku.
Obywatelstwo francuskie otrzymał w 2002 roku, a występy dla tego kraju rozpoczął w 2011. Jest żonaty i ma córkę. Płynnie mówi po angielsku, francusku i hiszpańsku. Ma afrykańskie pochodzenie.